# プロピオン酸ナトリウム
プロピオン酸ナトリウムは、プロピオン酸のナトリウム塩である。ただしプロピオン酸が食品の保存料または香料としても使用されるのに対し、プロピオン酸ナトリウムは保存料としてのみ用いられる。

## 概略
プロピオン酸ナトリウムは、プロピオン酸とナトリウムからなる正塩である。式量は96。常温では白い固体。プロピオン酸を水酸化ナトリウムで中和すると得られる。プロピオン酸ナトリウム単独での急性毒性としてラットのLD50は6g/Kg程度。なお慢性毒性はほとんどないと考えられており、動物実験の結果でも変異原性や発ガン性なども認められていない。ただし他の物質を同時に摂取した時の相互作用については未確認の部分もある。

## 用途
プロピオン酸ナトリウムには細菌や真菌の増殖を抑制する効果があるので、食品の保存料として利用される。
保存料の中では比較的抗菌力が低いものの、プロピオン酸は酵母に対して毒性が低いことから、パンや洋菓子の保存料として添加するのに向く。他にチーズの保存料として用いられることもある。ただし急性毒性が確認されているため、プロピオン酸ナトリウムの食品への使用には一定の制限が設けられている。なおこの制限は、あくまでプロピオン酸ナトリウム単独での急性毒性を考慮して設定されているものであって、他の物質を同時に摂取した時の相互作用について基本的に無視されているのは、同様に使用制限がある他の食品添加物と同様である。
一方で、水溶液とした際の凝固点が塩化ナトリウムに近く、塩化ナトリウムや塩化カルシウムよりも金属腐食の影響が少ないことから、道路の凍結防止剤（融雪剤）として利用する動きがある。